# Anisota punctata
Espèce
 Anisota punctata  est une espèce de lépidoptère appartenant à la famille des Saturniidae. Elle vit à Belize et au Mexique.